# 正暦寺
正暦寺（しょうりゃくじ）は、奈良県奈良市菩提山町にある菩提山真言宗の大本山の寺院。山号は菩提山。本尊は薬師如来。菩提山龍華寿院と号し、奈良市と天理市の間の山あいに位置する。
「錦の里」と呼ばれ、紅葉の名所として知られる。また、境内を流れる菩提仙川の清流の清水を用いて、菩提泉という銘柄の清酒が日本で初めて醸造されたという伝承があり、「日本清酒発祥之地」の碑が建つ。山号の菩提山は奈良の東山一帯を釈迦修行の聖地に見立て、鹿野園（ろくやおん）・誓多林（せたりん）・大慈山（だいじせん）・忍辱山（にんにくせん）・菩提山と名付けた五大山の一つである、菩提山に由来する。

## 歴史

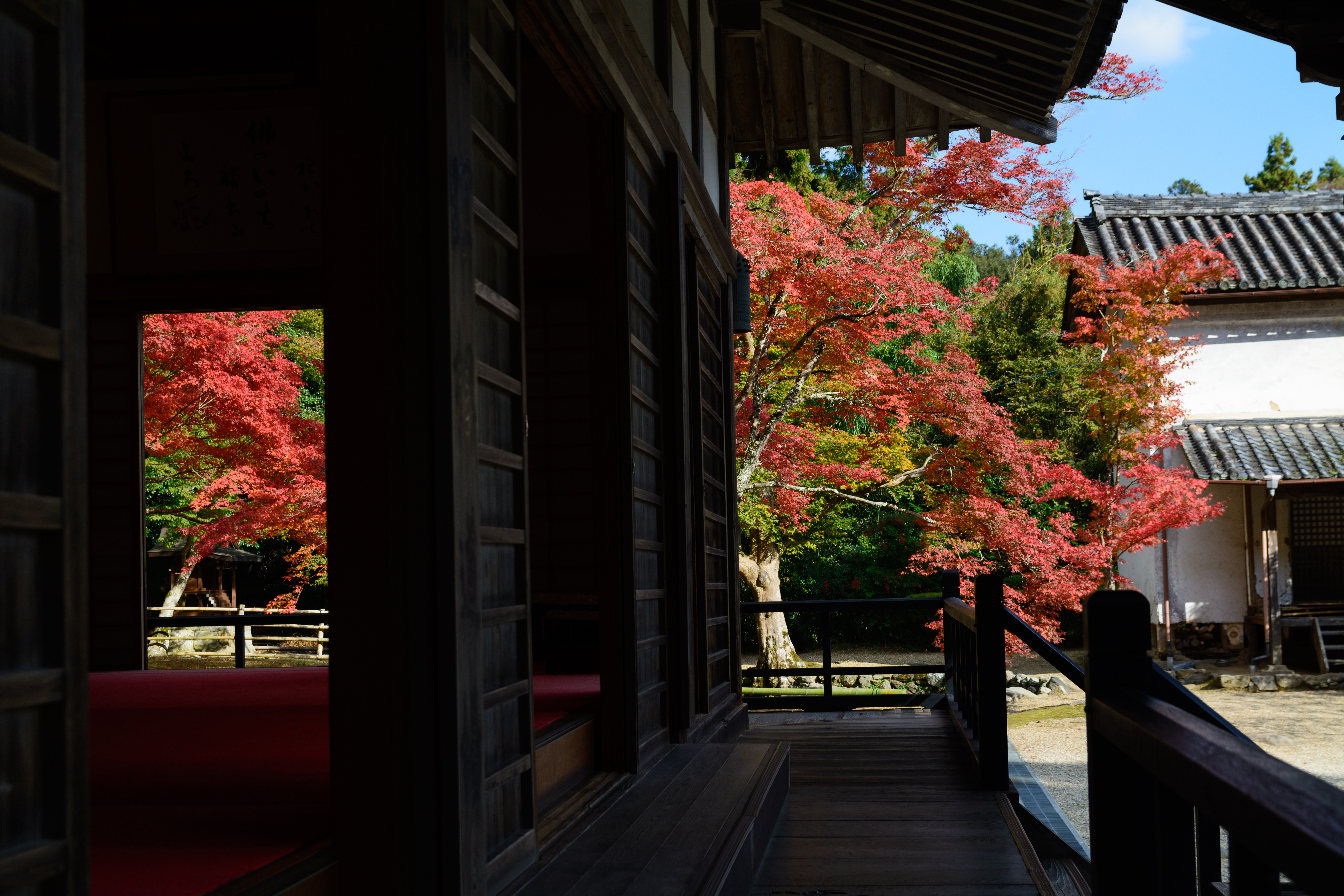
本堂

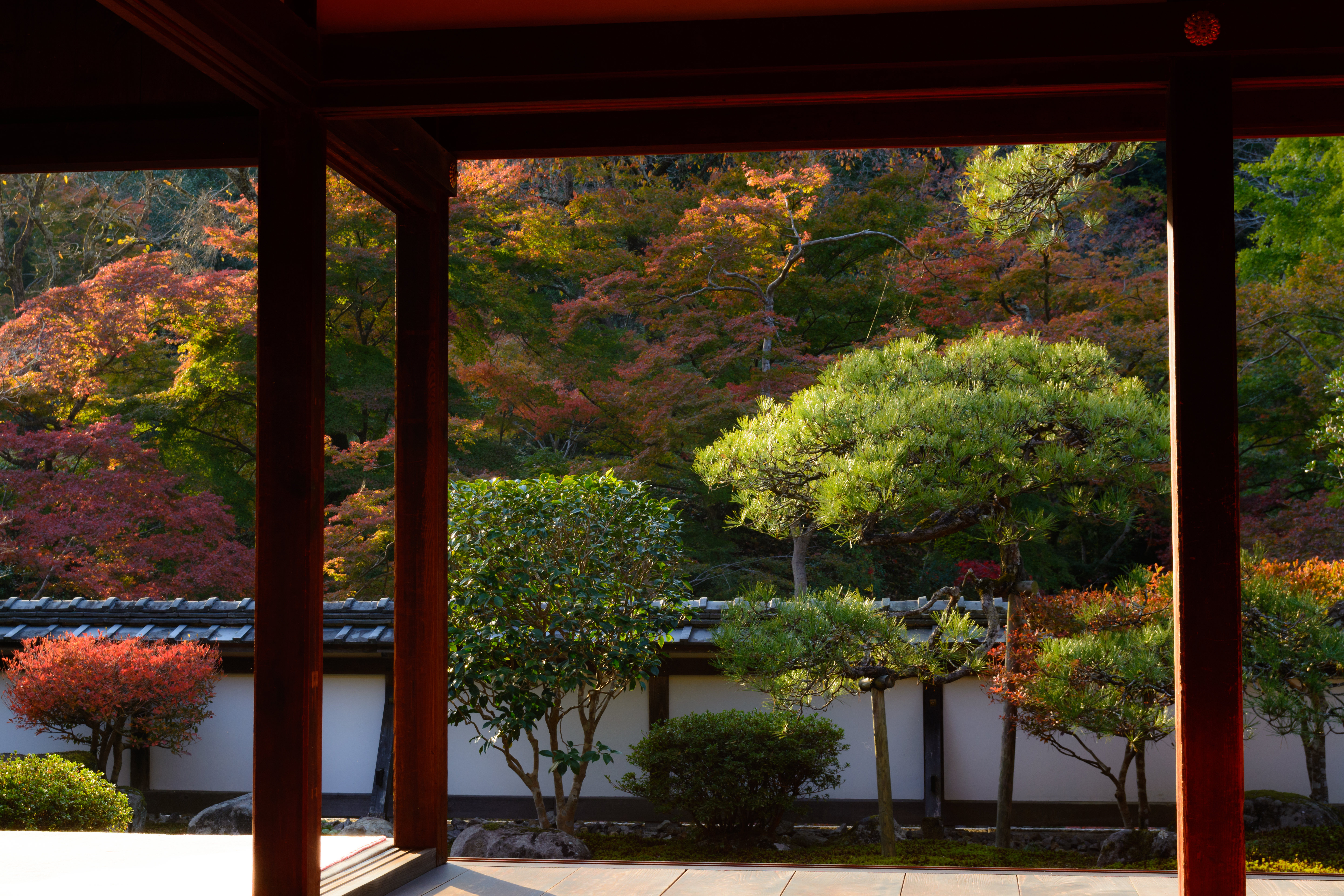
福寿院客殿

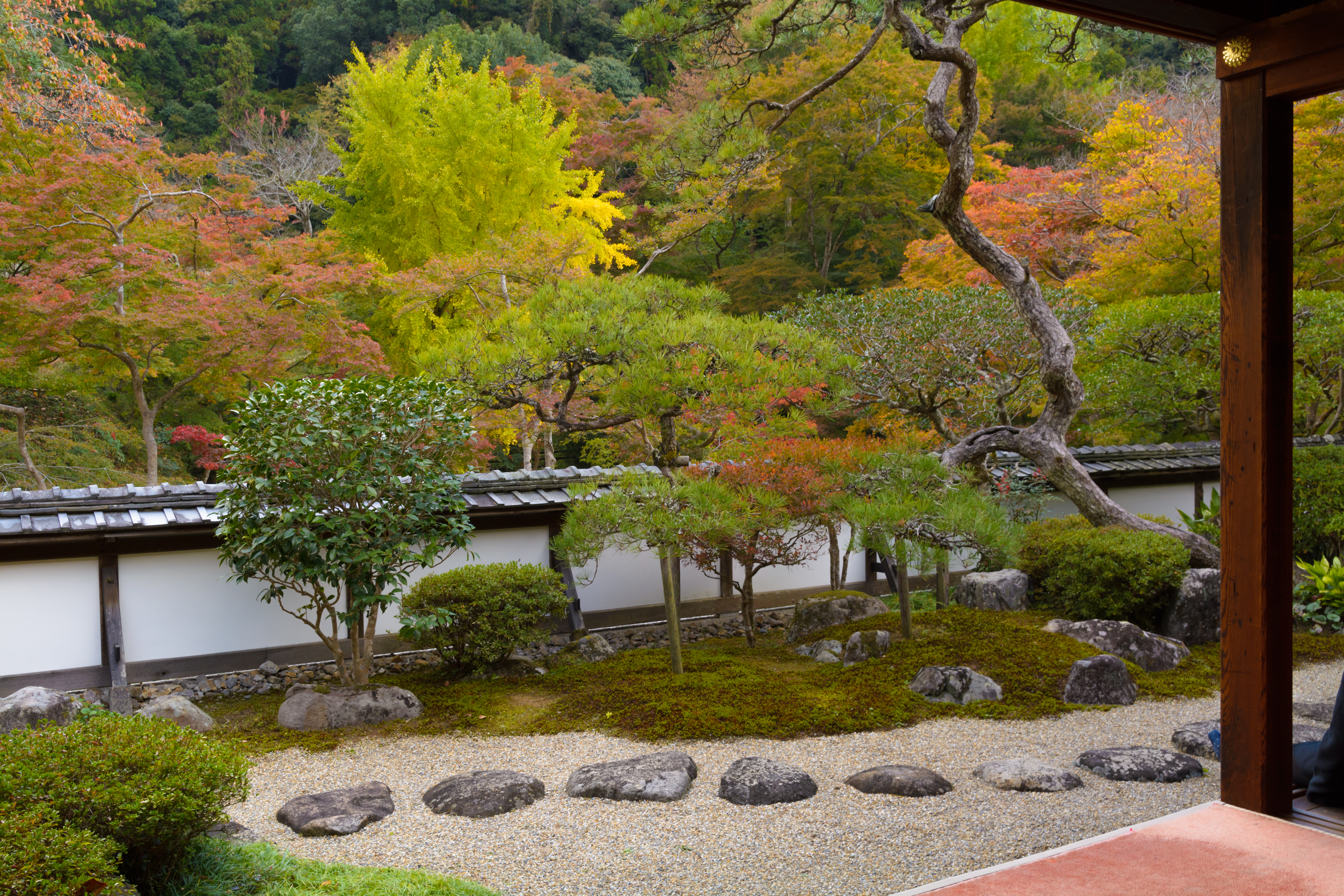
福寿院客殿 庭園

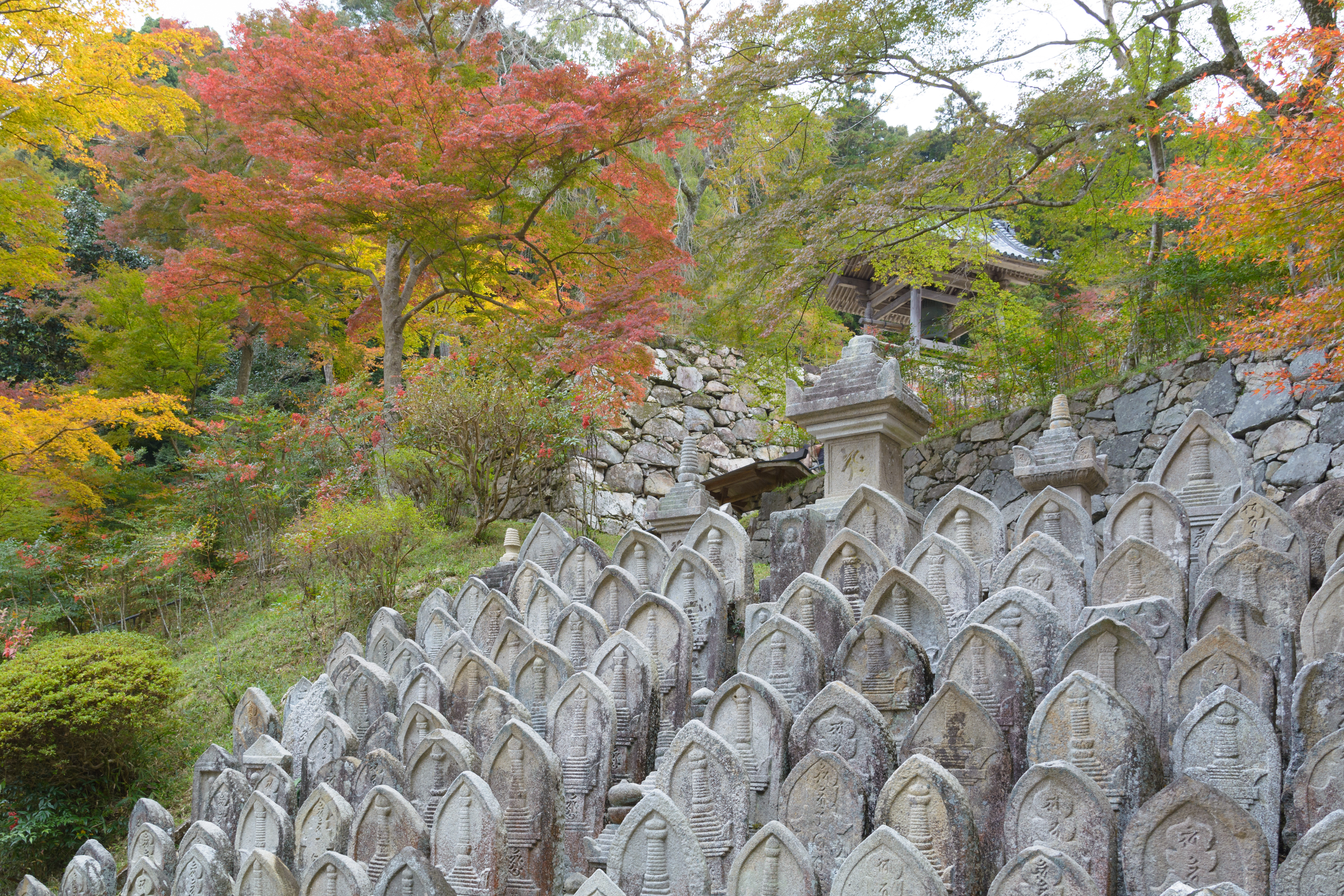
僧侶の墓石群と鐘楼

正暦3年（992年）に一条天皇の発願により、関白藤原兼家の子兼俊僧正が創建した。一条天皇の勅願寺として往時には報恩院以下86坊の堂塔と伽藍が建ち並ぶ大寺院であったが、治承4年（1180年）に平重衡による南都焼討によって焼失し、寺領も没収された。
興福寺別当として南都焼討で荒廃した興福寺の再興に約10年に渡り尽力した後、その地位を退いた大乗院院主の信円僧正が、建保6年（1218年）に隠遁先として当寺に入り「菩提山僧正」あるいは「菩提山御房」と呼ばれた。信円は当寺を法相宗の学問所として再興すると、以後信円からその座を受け継いだ歴代大乗院門跡が当寺の門跡を兼帯、興福寺の別院正願院門跡となった。
金堂、弥勒堂、講堂、十三重宝塔、経蔵、御影堂、鐘楼、六所社および別院などが整備された。また、報恩院家が開山の兼俊僧正の別院として寺務を管轄し、安養院と別院仰接院は浄土宗の念仏道場となった。
室町時代の正暦寺は、諸白仕込み・三段仕込み・菩提酛造り・火入れなどの近現代の日本酒造りの基礎となる製法を完成させており、しばしば正暦寺は「清酒発祥の地」「日本酒発祥」の地と呼ばれる。このような寺院が作った日本酒は僧坊酒と呼ばれており、特に正暦寺に代表される奈良の寺院が造った僧坊酒は「南都諸白」と呼ばれ高い名声を誇った。
戦国時代の永正3年（1506年）7月、大和国に攻め込んできた細川政元の家臣赤沢朝経によって焼き討ちされてしまう。この後再興され、坊舎も82坊を数えるまでになり寺禄も約1,000石あったという。
慶長6年（1601年）には朱印地300石を数え、本堂、三重塔、護摩堂、観音堂、地蔵堂、灌頂堂、鐘楼、経蔵、如法経堂、御影堂、十三重塔、弥勒堂、六所明神、鎮守社などの堂塔伽藍が建ち並んでいたという。
寛永6年（1629年）に火災によって堂塔伽藍が焼失する。江戸時代中期以降は、法相宗の影響が次第に薄れ、真言宗の仁和寺の末寺となった。
天保7年（1836年）に火災にあい、再び多くの堂舎が焼失している。
明治時代の廃仏毀釈によって荒廃する。往時の威容は参道沿いに延々と続く石垣によってしのぶことができる。1967年（昭和42年）に真言宗御室派から独立し、菩提山真言宗大本山を名乗る。

## 境内
- 本堂 - 1916年（大正5年）再建。
- 三重塔跡 - 基壇と礎石が残る。
- 土蔵
- 池
- 鎮守社
- 鐘楼 - 1925年（大正14年）再建。
- 東十三重石塔
- 供養塔、墓石群 - 当寺の僧の墓。
- 西十三重石塔
- 福寿院 - 塔頭。事実上の本坊でもある。
  - 護摩堂
  - 客殿（重要文化財） - 延宝9年（1681年）再建。数寄屋風の客殿建築。狩野永納筆の富嶽の襖絵がある。
  - 台所（重要文化財） - 客殿に接続している。
  - 庭園「借景庭園」
  - 収蔵庫「瑠璃殿」
  - 山門
- 池田小菊の石碑 - 「九輪草枯れず　池田小菊」と刻まれる。志賀直哉に師事した作家で、志賀から株分けされた九輪草を愛した[7][8]。
- 兼俊僧正の墓 - 十三重石塔。
- 多くの塔頭跡 - 石垣が残る。

## 文化財

### 重要文化財
- 福寿院客殿・台所（1棟） - 延宝9年（1681年）再建。
- 金銅薬師如来倚像 - 正暦寺本尊。奈良時代前期。像高28.0cm。平素は秘仏とされ、春秋などに期日を限って瑠璃殿（宝物館）で公開される。
- 増壱阿含経 巻第三十（善光朱印経）
- 青磁鉢（南宋龍泉窯）附：瓦製鉢 - 境内からの出土品。「考古資料」として重要文化財に指定。

国立歴史民俗博物館所蔵の「大安寺資材帳」（重要文化財）はもと正暦寺にあったもの。

### 奈良県指定有形文化財
- 絹本著色仏涅槃図 1幅
- 紙本墨画淡彩伊勢曼荼羅図 2幅
- 木造孔雀明王坐像 1軀
- 木造菩薩立像（大御輪寺伝来）2軀

### 奈良県指定天然記念物
- 正暦寺境内のコジイ林

### 奈良市指定有形文化財
- 絹本著色薬師十二神将像 1幅 - 鎌倉時代。奈良国立博物館寄託。

### その他
- 襖絵「富嶽」 - 狩野永納筆、福寿院客殿。
- 菩提山正暦寺古図 - 天正年間（1573年 - 1592年）。

## 前後の札所
大和北部八十八ヶ所霊場
72 極楽寺　-　73 正暦寺　-　74 弘仁寺

## 交通アクセス
公共交通機関によるアクセスは困難であり、寺では自家用車またはタクシーでの来訪を推奨している。
- JR奈良駅・近鉄の近鉄奈良駅からタクシーで約25分
- JR・近鉄天理駅からタクシーで約20分
- 秋の紅葉シーズンにはJR奈良駅・近鉄奈良駅から臨時直通バスあり。
- 紅葉シーズン以外にバスを利用の場合、最寄りのバス停（柳茶屋）までの奈良交通バス路線は廃止されており、以下のように乗り換えが必要となる。
  - JR・近鉄天理駅から奈良交通バス天理駅行きまたは下山行きで15分、下山下車、奈良市コミュニティバス米谷町集会所前行きに乗り換え7分、柳茶屋下車、徒歩30分

## 外部サイト
- 菩提山真言宗 大本山 正暦寺
- 正暦寺 | 奈良市観光協会サイト